# خارج السيطرة (مسلسل)
خارج السيطرة هو مسلسل رعبٍ وإثارة من إنتاج 2021، عرض عبر منصة شاهد vip. مدة الحلقات 82 دقيقة، وشارك في بطولته مجموعة من الفنانين العرب.

## الحكايات

### الحكاية الأولى: أسفل

#### القصة
تدور الأحداث حول موظفان يعلقان في مصعد كهربائي لتبدأ سلسلة من الأحداث المثيرة.

#### طاقم التمثيل
- عبد المحسن النمر: (طلال/ يوسف)[2]
- وعد: (سارة)

#### فريق العمل
- إخراج: محمد دحام الشمري
- إشراف على الكتابة: شادي دويعر
- إعداد: عاصم الطخيس، فاروق الشعيبي
- موسيقى تصويرية: خالد حماد
- مونتاج: معتز الكاتب
- مدير التصوير: إسلام عبد السميع

### الحكاية الثانية: الفرصة

#### القصة
تدور الأحداث حول «توفيق»، المدير العام لإحدى الشركات الكبرى الذي يعلن عن إجراء مسابقة بين اثنين من موظفيه هاني وشريف، لحصول أحدهما على منصب نائب المدير. ويدعوهما مع زوجتيهما إلى قصره المريب المسكون، حيث يقيم مع زوجته ويبدأ مسابقة على مراحل من أجل المفاضلة بينهما، حتى يصل إلى المرحلة النهائية الحاسمة.

#### طاقم التمثيل
- حسن الرداد: (هاني)[3]
- سوسن بدر: (كاميليا - زوجة توفيق)
- محمد شاهين: (شريف)
- كامل الباشا: (توفيق)
- ميس حمدان: (ماهي - زوجة شريف)
- سمر علام: (سلمى - زوجة هاني)

#### فريق العمل
- إخراج: أحمد خالد
- موسيقى تصويرية: تامر كروان
- مونتاج: أشرف الخولي
- مدير التصوير: عمر البدراوي

### الحكاية الثالثة: سنة جديدة

#### القصة
تجتمع أربعة من صديقات الطفولة في منزل إحداهن، احتفالاً بحلول السنة الجديدة، لكن وبعد مرور بضع ساعات من اجتماعهن، تبدأ ذكريات الماضي بمطاردتهن، فتخطط إحداهن للانتقام من الأخرى، وتتهمها بأنها السبب في حادث حصل معهن سابقاً، ليتحوّل الاحتفال إلى لقاء تصفية حسابات.

#### طاقم التمثيل
- يارا قاسم: (أسيل)
- دارين البايض: (ديما)
- في فؤاد: (هاتون)
- هدير عبد الناصر: (أريج)
- مهيرة عبد العزيز: (ضيفة شرف)

#### فريق العمل
- إخراج: محمد وفا
- إشراف على الكتابة: شادي دويعر
- اقتباس وسيناريو وحوار: شدا حافظ
- إعداد: فاروق الشعيبي
- موسيقى تصويرية: خالد حماد
- مونتاج: معتز الكاتب
- مدير التصوير: إسلام عبد السميع

### الحكاية الرابعة: مدد

#### القصة
تدور الأحداث في إحدى القرى الريفية حيث تقطن أسرة الأستاذ حسين منزل من ميراث والده، بينما تحاول زوجته إقناعة بأن المنزل مسكون وربما كان هذا سببا في وفاة زوجته الأولى، تطلب زوجته من الشيخ عزام مساعدتهم لتبدأ الأحداث في التصاعد حاملة العديد من المفاجأت.

#### طاقم التمثيل
- عاتلة حسين
  - طارق عبد العزيز: (حسين)
  - زينة منصور: (عزة)
  - ثراء جبيل: (فاطمة)
  - آدم وهدان: (عيسى)
- عاتلة عزام
  - عارفة عبد الرسول: (نديمة)
  - محمود السراج: (الشيخ عزام)
- عاتلة ربيع
  - عايدة فهمي: (أم ربيع)
  - يوسف عثمان: (ربيع)
- حسن العدل: (الشيخ حمزة)

#### فريق العمل
- إخراج: أحمد خالد
- إشراف على الكتابة: هشام هلال
- إعداد: يحيى حمزة، محمود شكري
- موسيقى تصويرية: خالد الكمار
- مونتاج: أشرف الخولي
- مدير التصوير: عمر البدراوي

### الحكاية الخامسة: العائلة

#### القصة
تدور الأحداث حول رجل وابنتيه يقومون برحلة استجمام برية في نهاية الأسبوع، وعند وصولهم إلى منطقة التخييم، يتعرضون إلى هجوم من قبل كائنات غريبة تحاول قتلهم.

#### طاقم التمثيل
- تركي اليوسف: (فهد)
- نغم المالكي: (مشاعل)
- رسيل العتيبي: (أبرار)
- رانيا شاهين: (ليلى)

#### فريق العمل
- إخراج: محمد دحام الشمري
- إشراف على الكتابة: شادي دويعر
- إعداد: سعد الدوسري، فاروق الشعيبي
- موسيقى تصويرية: خالد حماد
- مونتاج: معتز الكاتب
- مدير التصوير: أحمد يعقوب

### الحكاية السادسة: توت

#### القصة
تدور الأحداث حول «مروة»، شابة تعيش بمفردها في المنزل، وحيدة لم تتزوج وتخاف من أن يفوت الوقت ولا تستطيع الإنجاب، فتلجأ إلى خطوة «تجميد البويضات» وتدخل في هذا الطريق والظروف التي تمر بها، وفي نفس الوقت حتى تحارب الشعور بالوحدة تقوم بتربية كلب، لكن يتحول كل شيء بسبب تصرفات الكلب المريبة.

#### طاقم التمثيل
- حنان مطاوع: (مروة)
- عايدة رياض: (سناء)
- مؤمن نور: (عمر)
- هشام إسماعيل: (مروان)
- إلهام صفي الدين: (جنا)

#### فريق العمل
- إخراج: أحمد خالد
- سيناريو وحوار: لاري نبيل
- موسيقى تصويرية: تامر كروان
- مونتاج: فارس عبد الكريم
- مدير التصوير: عمر البدراوي

### الحكاية السابعة: بتونس عليك

#### القصة
تدور الأحداث حول شاب سعودي يدرس في مصر، يذهب إلى فندق “السعادة” ليمضي ليلته قبل حضور حفل زفاف صديقته، يتعرف على “تيمو” موظف الاستقبال بالفندق، ومن الوهلة الأولى تشعر أنه مريض نفسي، يمزح كثيرا بدون توقف، ومزاحه ثقيل خاصة مع نزيل الفندق، ودائما يردد كلمة “بتونس عليك”، يتحول كل شيء والشاب “تيمو” يتحول إلى قاتل محترف، يقتل كل شخص يقف أمامه، دون وجود دافع وراء ذلك.

#### طاقم التمثيل
- خالد يسلم: (فراس)
- محمود حجازي: (تيمو)
- نجلاء العبد الله: (رغد)
- أحمد ماجد: (آدم)

#### فريق العمل
- إخراج: عبد العزيز الشلاحي
- إشراف على الكتابة: شادي دويعر
- اقتباس وسيناريو وحوار: شدا حافظ
- معالجة درامية: رنا عطوفة
- مستشار ثقافي: فاروق الشعيبي
- موسيقى تصويرية: خالد حماد
- مونتاج: معتز الكاتب
- مدير التصوير: بيشوي روزفلت

### الحكاية الثامنة: شبح البدروم

#### القصة
تدور الأحداث داخل مدرسة ثانوية مع شباب في مرحلة المراهقة، وقبل انتهاء السنة الأخيرة يتم معاقبة مجموعة منهم بأن يقوموا بتنظيف المسرح وتجهيزه ليوم التخرج. وفي ظل وجود الطلاب في المدرسة مع المشرفة عليهم، والتي تعاني نوبات نفسية وعصبية متقلبة بسبب ظروف قاسية مرت بها، تتحول الساعات التي يعيشونها إلى كابوس وتكون الأصعب، خصوصاً عندما يبدأ الطلبة في الاختفاء الواحد تلو الآخر لأسباب غريبة وغامضة.

#### طاقم التمثيل
- معتز هشام: (يوسف)
- هبة عبد الغني: (مس داليا)
- نور إيهاب: (حلا)
- إسراء رخا: (لبنى)
- يوسف وائل نور: (حازم)
- عبد الرحمن يوسف
- عمر عمر

#### فريق العمل
- إخراج: محمد بكير
- إشراف على الكتابة: شادي دويعر
- سيناريو وحوار: لاري نبيل
- موسيقى تصويرية: خالد حماد
- مونتاج: معتز الكاتب
- مدير التصوير: أحمد زيتون

### الحكاية التاسعة: فوبيا

#### القصة
تدور الأحداث حول أب يعيش مع ابنته التي تعاني من حالة نفسية وفوبيا الخروج من المنزل بعد وفاة والدتها التي ماتت مقتولة، تكتشف في المنزل مع مرور الوقت وقائع غريبة تؤدي بها في النهاية إلى مواجهة مع قاتل والدتها.

#### طاقم التمثيل
- فتحي عبد الوهاب: (نبيل)
- وفاء صادق: (د. نسرين)
- داليا شوقي: (سارة)
- رشا سامي: (والدة سارة)
- مجدي بدر: (وليد)

#### فريق العمل
- إخراج: أحمد خالد
- إشراف على الكتابة: هشام هلال
- تمصير وإعداد: يحيى حمزة، محمود شكري
- موسيقى تصويرية: خالد الكمار
- مونتاج: فارس عبد الكريم
- مدير التصوير: عمر البدراوي

### الحكاية العاشرة: لونجا

#### القصة
تدور الأحداث حول مجموعة من الأصدقاء يجتمعون آخر أيام رمضان ويحيون ذكرى صديقهم الذي توفي قبل عام، ويلعبون لعبة تقلب الأمور رأسا على عقب.

#### طاقم التمثيل
- آية سماحة: (سميرة)
- عمرو صالح: (رؤوف)
- فيصل العمري: (وليد)
- سارة حناشي: (ريما)
- محمد ناصر: (رجائي)
- لانا عماد: (نادين)
- عمرو جمال: (رامز)
- نهال نور: (لونجا)
- حمد فتحي
- إيمان ممدوح

#### فريق العمل
- إخراج: محمود كريم
- سيناريو وحوار: سها هشام
- إعداد: شادي دويعر، فاروق الشعيبي
- موسيقى تصويرية: خالد حماد
- مونتاج: عمرو عاصم
- مدير التصوير: ضياء جاويش